# 家宰
家宰（かさい）は、室町時代の武家に多く見られた一家あるいは一門内の職責の一種。
家長に代わって家政を取りしきる職責のことで、家事を宰領するという意味合いからこの名が付いた。関東管領を務めた山内上杉家や扇谷上杉家では筆頭重臣として家宰が置かれ、山内上杉家では長尾氏一族が代々任命され、扇谷上杉家では太田氏が家宰を務めた。
室町期には、武家の当主は京において在京奉公し、領国の支配は家宰が担当する役割分担がなされていたが、戦国期に各地が乱れると当主自ら在国して支配に携わることが多くなる。宝徳2年（1450年）に鎌倉公方の足利成氏と関東管領が対立した江ノ島合戦に際しては、足利成氏が両上杉家の家宰を糾弾しているなど、在地支配においては依然家宰の権限が強大であった。そのため当主と家宰との間に対立関係が発生し、山内上杉家では文明9年（1477年）に長尾景春が主君上杉顕定に対して反乱し（長尾景春の乱）、扇谷上杉家では文明18年（1486年）に家宰太田道灌が主君上杉定正により謀殺されている。
戦国期から江戸時代にかけては家老・宿老の呼称がより一般的になった。近世以降になると、家宰の権限を縮小し、純粋な家長の私事を統括する役職として広敷用人・用人・側用人・家令・家扶長・執事などの呼称がみられるようになる。これら用人の職権は一様ではなく、幕府や藩によって異なる。例えば江戸幕府にあっては側用人は、老中との取次を第一の任務として、将軍家の大奥や細かい私事は広敷用人や側衆の役目となる。